# (500449) 2012 TJ198
(500449) 2012 TJ198 es un asteroide perteneciente al cinturón de asteroides, descubierto el 2 de noviembre de 2007 por el equipo del Spacewatch desde el Observatorio Nacional de Kitt Peak, Arizona, Estados Unidos.

## Designación y nombre
Designado provisionalmente como 2012 TJ198.

## Características orbitales
2012 TJ198 está situado a una distancia media del Sol de 3,050 ua, pudiendo alejarse hasta 3,816 ua y acercarse hasta 2,284 ua. Su excentricidad es 0,251 y la inclinación orbital 6,656 grados. Emplea 1945,70 días en completar una órbita alrededor del Sol.
Los próximos acercamientos a la órbita de Júpiter se producirán el 6 de octubre de 2052, el 6 de junio de 2101 y el 6 de noviembre de 2110, entre otros.

## Características físicas
La magnitud absoluta de 2012 TJ198 es 17,6. 